# Ejike Ugboaja
Ejike Christopher Ugboaja (Kaduna, 28 de mayo de 1985) es un jugador nigeriano de baloncesto que actualmente juega en el Autocid Ford Burgos de la LEB Oro.
Fue escogido por los Cleveland Cavaliers en la 2ª ronda del draft en 2006 aunque no llegó a disputar partido alguno en la NBA si bien sí lo hizo con el filial de Los Angeles Clippers en una liga de desarrollo.
Su experiencia americana le hizo dar el salto a Europa para jugar en Polonia y Chipre. La temporada pasada jugó en Ucrania con el Azovmash Mariupol, con el que disputó la liga y la Eurocup teniendo algunas actuaciones muy destacadas (20 puntos y 6 rebotes frente al Alba Berlín en Eurocup). Posteriormente se fue a Asia para jugar en el Petrochimi de la liga iraní.

## Carrera
- 2006: Basket Sopot (Polonia)
- 2006/2007: Basket ENAD
- 2007/2008: Albuquerque Thunderbirds (NBA D-League)
- 2008: Anaheim Arsenal (NBA D-League)
- 2008/2009: Azad University (Chipre)
- 2009: Azovmash Mariupol (Ucrania)
- 2010: Petrochimi Bandar Imam (Irán)
- 2010/11: Autocid Ford Burgos (LEB Oro)